# Folklore: The Long Pond Studio Sessions
Folklore: The Long Pond Studio Sessions (estilizado em letras minúsculas) é um documentário e concerto dirigido e produzido pela cantora e compositora estadunidense Taylor Swift, lançado em 25 de novembro de 2020, no Disney+. 
O filme mostra Swift cantando todas as 17 canções de seu oitavo álbum de estúdio, Folklore (2020), enquanto discute o processo criativo por trás das canções, com seus produtores Aaron Dessner e Jack Antonoff. A apresentação conta ainda com a participação especial de Justin Vernon. O filme é o quarto video de Swift a ser lançado em um serviço de streaming, após The 1989 World Tour Live (2015), Taylor Swift: Reputation Stadium Tour (2018), e Miss Americana (2020). 
The Long Pond Studio Sessions recebeu ampla aclamação da crítica, com elogios à sua música, intimidade, visuais e insights sobre Folklore, com muitos críticos rotulando o filme como um admirável suplemento ao álbum. O vídeo recebeu um índice de aprovação de 100% no site agregador de críticas Rotten Tomatoes. Acompanhando a estreia do filme, um álbum ao vivo, consistindo de reinterpretações das sessões de gravação do álbum Folklore, intitulado Folklore: The Long Pond Studio Sessions (From the Disney+ Special), foi lançado em streaming de música e plataformas digitais. Grande parte do nono álbum de estúdio de Swift, Evermore, foi gravado durante as filmagens do filme.

## Sinopse
Em setembro de 2020, Swift e seus co-produtores de seu oitavo álbum de estúdio, Dessner e Antonoff, se reuniram no Long Pond Studio - uma cabana rústica isolada no interior do estado de Nova York - para tocar o álbum completo pela primeira vez na mesma sala, após isolarem-se separadamente devido à pandemia de COVID-19. O resultado foi o documentário Folklore: The Long Pond Studio Sessions, que inclui um conjunto de interpretações acústicas ao vivo de todas as 17 faixas do álbum e uma discussão aconchegante sobre o processo criativo e as inspirações por trás das canções.

## Elenco
- Taylor Swift
- Aaron Dessner
- Jack Antonoff
- Justin Vernon

## Produção
O filme do concerto marcou a primeira vez que Swift, Dessner e Antonoff se reuniram pessoalmente depois de ficarem em quarentena por vários meses devido à pandemia de COVID-19. Eles foram filmados por seis câmeras sem espelho Panasonic Lumix S1H com lentes Leica embutidas no estúdio, junto com uma câmera robótica Furio. Justin Vernon apareceu via stream de vídeo para realizar "Exile" com Swift.

## Lançamento
O filme foi lançado para Disney+ em 25 de novembro de 2020, e para Disney+ Hotstar na Índia e Indonésia, em 26 de novembro de 2020.

## Álbum ao vivo
Folklore: The Long Pond Studio Sessions (From the Disney+ Special) (estilizado como folklore: the long pond studio sessions (from the Disney+ special)) é o terceiro álbum ao vivo da cantora e compositora estadunidense Taylor Swift, contendo as gravações de Folklore: The Long Pond Studio Sessions. O álbum foi lançado em streaming e nas plataformas digitais em 25 de novembro de 2020, junto com o filme. O álbum consiste de  dois discos: as gravações ao vivo constituem o segundo disco, enquanto o primeiro disco é a versão deluxe do álbum de estúdio original.

### Lista de faixas
Todas as faixas do Disco 2 estão descritas com "The Long Pond Studio Sessions", e todas as faixas foram produzidas por Aaron Dessner.
| Disco 1: Folklore — Edição deluxe |                                   |                                    |                        |         |  |
| N.º                               | Título                            | Compositor(es)                     | Produtor(es)           | Duração |  |
| 1.                                | "The 1"                           | Taylor Swift Aaron Dessner         | Dessner                | 3:30    |  |
| 2.                                | "Cardigan"                        | Swift Dessner                      | Dessner                | 3:59    |  |
| 3.                                | "The Last Great American Dynasty" | Swift Dessner                      | Dessner                | 3:51    |  |
| 4.                                | "Exile" (com part. de Bon Iver)   | Swift William Bowery Justin Vernon | Dessner                | 4:45    |  |
| 5.                                | "My Tears Ricochet"               | Swift                              | Jack Antonoff Swift    | 4:15    |  |
| 6.                                | "Mirrorball"                      | Swift Antonoff                     | Antonoff Swift         | 3:29    |  |
| 7.                                | "Seven"                           | Swift Dessner                      | Dessner                | 3:28    |  |
| 8.                                | "August"                          | Swift Antonoff                     | Antonoff Swift         | 4:21    |  |
| 9.                                | "This Is Me Trying"               | Swift Antonoff                     | Antonoff Swift         | 3:15    |  |
| 10.                               | "Illicit Affairs"                 | Swift Antonoff                     | Antonoff Swift         | 3:10    |  |
| 11.                               | "Invisible String"                | Swift Dessner                      | Dessner                | 4:12    |  |
| 12.                               | "Mad Woman"                       | Swift Dessner                      | Dessner                | 3:57    |  |
| 13.                               | "Epiphany"                        | Swift Dessner                      | Dessner                | 4:49    |  |
| 14.                               | "Betty"                           | Swift Bowery                       | Dessner Antonoff Swift | 4:54    |  |
| 15.                               | "Peace"                           | Swift Dessner                      | Dessner                | 3:54    |  |
| 16.                               | "Hoax"                            | Swift Dessner                      | Dessner                | 3:40    |  |
| 17.                               | "The Lakes" (faixa bônus)         | Swift Antonoff                     | Swift Antonoff         | 3:32    |  |
| Duração total:                    | Duração total:                    | Duração total:                     | Duração total:         | 67:01   |  |

| Disco 2: Folklore: The Long Pond Studio Sessions (From The Disney+ Special) |                                                                   |                     |         |  |
| N.º                                                                         | Título                                                            | Compositor(es)      | Duração |  |
| 1.                                                                          | "The 1" (The Long Pond Studio Sessions)                           | Swift Dessner       | 3:39    |  |
| 2.                                                                          | "Cardigan" (The Long Pond Studio Sessions)                        | Swift Dessner       | 3:50    |  |
| 3.                                                                          | "The Last Great American Dynasty" (The Long Pond Studio Sessions) | Swift Dessner       | 3:52    |  |
| 4.                                                                          | "Exile" (com part. de Bon Iver, The Long Pond Studio Sessions)    | Swift Bowery Vernon | 4:39    |  |
| 5.                                                                          | "My Tears Ricochet" (The Long Pond Studio Sessions)               | Swift               | 4:55    |  |
| 6.                                                                          | "Mirrorball" (The Long Pond Studio Sessions)                      | Swift Antonoff      | 3:57    |  |
| 7.                                                                          | "Seven" (The Long Pond Studio Sessions)                           | Swift Dessner       | 3:28    |  |
| 8.                                                                          | "August" (The Long Pond Studio Sessions)                          | Swift Antonoff      | 4:20    |  |
| 9.                                                                          | "This Is Me Trying" (The Long Pond Studio Sessions)               | Swift Antonoff      | 3:29    |  |
| 10.                                                                         | "Illicit Affairs" (The Long Pond Studio Sessions)                 | Swift Antonoff      | 3:03    |  |
| 11.                                                                         | "Invisible String" (The Long Pond Studio Sessions)                | Swift Dessner       | 4:17    |  |
| 12.                                                                         | "Mad Woman" (The Long Pond Studio Sessions)                       | Swift Dessner       | 3:58    |  |
| 13.                                                                         | "Epiphany" (The Long Pond Studio Sessions)                        | Swift Dessner       | 4:34    |  |
| 14.                                                                         | "Betty" (The Long Pond Studio Sessions)                           | Swift Bowery        | 4:50    |  |
| 15.                                                                         | "Peace" (The Long Pond Studio Sessions)                           | Swift Dessner       | 3:34    |  |
| 16.                                                                         | "Hoax" (The Long Pond Studio Sessions)                            | Swift Dessner       | 3:41    |  |
| 17.                                                                         | "The Lakes" (The Long Pond Studio Sessions)                       | Swift Antonoff      | 3:19    |  |
| Duração total:                                                              | Duração total:                                                    | Duração total:      | 67:00   |  |